# Regler for krig
|  | Denne artikel er oprettet af botten PalnaBot ud fra en ekstern database. Den kan derfor have sproglige fejl eller mangler. Denne skabelon kan fjernes efter kontrol af indholdet. |

Regler for krig er en kortfilm instrueret af Tom Vilhelm Jensen efter manuskript af Tom Vilhelm Jensen.